# Olszewnica Nowa
Olszewnica Nowa (prononciation : [ɔlʂɛvˈnit͡sa ˈnɔva]) est un village polonais de la gmina de Wieliszew dans le powiat de Legionowo de la voïvodie de Mazovie dans le centre-est de la Pologne.
Il se situe à environ 10 kilomètres à l'ouest de Wieliszew (siège de la gmina), 7 kilomètres au nord-ouest de Legionowo (siège du powiat) et à 27 kilomètres au nord-ouest de Varsovie (capitale de la Pologne).
Le village possède approximativement une population de 170 habitants en 2006.

## Histoire
De 1975 à 1998, le village appartenait administrativement à la voïvodie de Varsovie.